# Echeveria prunina
Echeveria prunina är en fetbladsväxtart som beskrevs av M. Kimnach och R. Moran. Echeveria prunina ingår i släktet Echeveria och familjen fetbladsväxter. Inga underarter finns listade i Catalogue of Life.